# 윤공
윤공(尹鞏, 1561년 ~ 1629년)은 조선 중기, 후기의 문신으로, 본관은 파평이고 자는 자고(子固)이다. 칠서의 옥 당시 김제남의 복주 상소를 올리기도 했다.
음서로 별좌에 올라 전함사별좌 재직 중 정유재란 시 바로 도피했다가 공격을 받았다. 이후주부, 사헌부감찰, 판관을 거쳐 토산현감, 신계현령, 당진현감, 아산현감 등을 역임했다. 칠서의 변 당시 김제남 처형을 청하는 상소를 올렸으며, 이 일로 인조반정 이후 문제시되기도 했다. 광해군 때 파평군에 봉군되고, 첨지, 공조참의 등을 거쳐 인조반정 이후 김제남 사건으로 면직되고 문외출송당했으나 복직하여 다시 1625년 파평군에 복작되었다가 이듬해 다시 문외출송되었다. 1628년 파평군에 복작되고, 그 해 가선대부로 승진했다.
성종의 제3계비 정현왕후 윤씨의 친정아버지 영원부원군 윤호의 4대손이다. 남인 당수인 고산 윤선도와도 인척관계였다.

## 생애

### 초기 활동
1561년(명종 16)에 태어났으며 생일은 미상이다. 성종의 제3계비 정현왕후 윤씨의 종증손으로, 그의 오빠 윤탕로의 증손자였다. 생부는 성삼문의 문집을 복원, 처음 간행한 윤유후이다. 한성부서윤 윤유후의 아들인데 자녀 없이 죽은 충의위, 전력부위 행충좌위 부사용 윤유곤의 양자가 되었다. 친형 윤조(尹肇)는 선공감감역관이었다.
음서로 관직에 올라 별좌가 되었다. 1597년(선조 30년) 전함사 별좌(典艦司別坐)로 재직 중, 정유재란이 터지자 앞장서서 달아났다는 이유로 그해 9월 사헌부의 탄핵을 받았다. 1600년(선조 33) 비변사에서 정유재란 때 먼저 달아난 신하들의 명단을 서계, 보고하였다. 이후 주부를 거쳐 사헌부감찰, 판관 등을 역임했다.
이후 토산 현감(兎山縣監)을 거쳐 신계 현령(新溪縣令)으로 재직 중, 전임지인 토산현감 재직 당시 아내의 장사를 치른 뒤, 경내에다 묘지(墓地)를 잡고, 그곳에 전토(田土)를 많이 점유해 놓았다 하여 사헌부로부터 논핵을 당했다.
한번 난리를 겪은 뒤부터는 기강이 문란해지고 염치가 하나도 없어져서 수령이라고 하는 자들이 목민(牧民)이 무엇하는 일인지도 모르고 자기 사적인 일만을 힘쓰고 있습니다. 더러는 경내에다 집과 전민(田民)을 점유해 놓고서 뒷날 자봉(自奉)할 계책을 삼는 자들이 빈번하니, 이러한 부류들은 발견되는 대로 엄중하게 다스려야만 합니다. 신계 현령(新溪縣令) 윤공(尹鞏)은 전일 토산 현감(兎山縣監)으로 있을 때에 아내의 장사를 계기로 경내에다 묘지(墓地)를 잡은 것도 심히 구차한 짓이었는데 또한 그곳에다 전토(田土)를 많이 점유해 놓았습니다. 그가 영위하는 짓이 지극히 외람되어 그 폐단이 백성들에게 미치게 되자 모두들 원망하며 괴로워하고 있습니다. 그런데도 도리어 승직하는 상을 내리니 물정이 매우 미편해하고 있습니다. 파직을 명하소서.

 新溪縣令尹鞏, 前爲兔山縣監時, 因其葬妻, 卜地於縣境, 已爲苟且之甚, 又多占田土於其處。 凡所營爲, 極其汎濫, 弊及民人, 莫不怨苦, 而反受陞職之賞, 物情深以爲未便。 請命罷職。

1604년(선조 37) 7월 11일 당진 현감(唐津縣監)에 임명되고, 1606년 3월 충청도 암행 어사 이극신(李克信)이 선조에게 지방관의 실태를 보고할 때, "당진 현감(唐津縣監) 윤공(尹鞏)은 백성을 편안하게 하는 정치를 힘써서 조사(詔使)의 지공물(支供物)을 모두 관에서 마련하고 백성을 번거롭히지 않았습니다. (唐津縣監尹鞏, 政務平民, 天使支待之物, 自官措備, 不煩民力。)" 하였다.

### 관료생활
1611년(광해군 3) 아산현감(牙山縣監)으로 부임한 후, 이웃 읍의 과부의 노비를 빼앗아 관아에 숨겨두어 과부가 길에서 울부짖은 일로 사간원의 탄핵을 받고 파직되었다. 1612년 합천 군수(陜川郡守)에 임명되고, 1612년(광해군 4년) 12월 18일 화약 1백 15근과 철환(鐵丸) 3천 개(介)를 마련한 공로로 광해군이 친히 칭찬하고 가자하였다. 1613년 1월 7일 승정원에서 경기 수사 유지신(柳止信), 충홍 수사 이지효(李止孝), 합천 군수 윤공(尹鞏) 등이 사소한 준비를 하였다고 중한 금옥관자(金玉貫子)로 가자(加資)했다며, 잘못이라 지적하고 이를 개정할 것을 상주하였으나 왕이 듣지 않았다." 곧 양사가 그의 승진 개정을 청하였으나 광해군이 듣지 않았다.
1613년 5월 25일 김제남을 복주(伏誅)할 것을 청하는 상소를 올렸다. 한편 박이서(朴彛叙)가 남양(南陽)에 있는 그의 전지를 빼앗기도 하여 논란이 되었다. 1615년 8월 5일 사헌부와 사간원이 합계로 보고하여, "수십 석을 씨부릴 만한 넓이의 첨지 윤공(尹鞏)의 남양(南陽)에 있는 언답(堰畓)을 빼앗아, 그의 사돈인 유지신(柳止信)이 경기 수사로 있을 때 수군 수천 명을 동원하여 제방을 쌓아 전답을 만들었습니다. 그 때 그의 아들 박로가 가서 그 역사를 감독하였는데 얼마 안 걸려서 완성시켰다" 하였다.
인조반정 후 그는 처벌받지 않았다. 그러나 인목대비 폐모론에 참여한 일로 계해정사록에 실려, 공격당하였다.
1623년 문외출송당했다가 1625년(인조 3) 6월 25일 다시 파평군에 봉작되었다. 그는 정국 공신 파천군(坡川君) 윤탕로(尹湯老)의 적장손 자격이었으므로 처벌을 면할 수 있었다.

### 생애 후반
1626년 12월 4일 김제남 사형과 영창대군 사형을 주도했다는 이유로 사간원의 탄핵을 받았다. 도당을 거느리고 앞장서 흉소(凶疏)를 하여 대군을 주살하고 김제남을 엄하게 국문하여 나라의 법을 바루도록 하라는 청을 하였다는 이유로 사간원이 탄핵하자 인조가 듣지 않았다.
계축 옥사(癸丑獄事)를 말하자니 참혹스럽습니다. 당초 흉역(凶逆)의 무리가 장차 김제남(金悌男)에게 극형을 가하고, 또 영창대군을 살해하고 자전(慈殿) 에게까지 미치게 하려고 하여 온 나라가 두려움에 떨며 조석을 보전하지 못할 듯하였습니다. 그런데 파평군(坡平君) 윤공(尹鞏)은 흉역의 무리에게 붙여서 그의 도당을 거느리고 앞장서 흉소(凶疏)를 하여 대군을 주살하고 김제남을 엄하게 국문하여 나라의 법을 바루도록 하라는 청을 하였으니, 이는 실로 대론(大論) 을 창도한 것이었습니다. 윤공의 죄는 실로 주륙만으로는 충분할 수 없는 것인데도 지금까지 법망에서 누락되어 관작을 보존하고 있으므로, 통분해 하고 놀라지 않은 이가 없습니다. 삭탈 관직하고 문외 출송하소서.

癸丑獄事, 言之慘矣。 當初兇逆之徒, 將加極刑於金悌男, 又欲殺大君, 以及於慈殿, 擧國惴慄, 若不保朝夕, 而坡平君 尹鞏, 附會兇逆, 率其徒黨, 首投兇疏, 以誅殺大君, 嚴鞫悌男, 以正邦刑爲請, 此實大論之倡也。 鞏之罪, 固不容誅, 而網漏至今, 得保官爵, 物情莫不痛駭。 請命削奪官爵, 門外黜送。

사간원은 거듭 탄핵해서 그를 삭탈관작시키고, 문외출송시켰다. 다시 되돌아와 공조참의를 지냈다.
1628년(인조 6) 8월 28일 파평군(坡平君)에 임명되고, 그해 9월 신·구 공신(新舊功臣) 및 여러 적장(嫡長)들에게 각각 1등급씩 가자할 때 적장자격으로 가선 대부로 승진하였다. 1628년(인조 6) 10월 4일 사헌부로부터 광해군 때 상소에 앞장선 일로 탄핵을 당했지만 인조가 듣지 않았다. 1629년(인조 7년)에 사망했다.

### 사후
묘소는 경기도 용인시 기흥구 마북동 산 2-4번지, 고조모 연안부부인 담양전씨 묘소 아래 양아버지인 윤유곤의 묘 오른쪽 언덕의 묘좌(卯坐)에 매장되었다.

## 기타
그는 광해군 당시 인목대비 폐모론에 참여하고, 김제남 등을 죽일 것을 청하는 상소를 올렸지만 윤선도하고는 인척간이라 서로 서신을 주고받기도 했다.

## 가족 관계
장인 윤의중을 통해 고산 윤선도의 생가 고모부이자 양가로는 5촌 당고모부가 된다. 또한 정여립의 옥사 때 희생된 이발(李潑)은 그의 처형의 남편으로 손윗동서가 된다.
- 할아버지 : 윤진(尹珍, 1498년 11월 24일[15] ~ 1545년 2월 23일[15])
- 할머니 : 광산김씨(光山金氏), 김겸광의 넷째 아들 김극개(金克愷, 1474년 11월 14일 ~ ?)의 딸
- 할머니(생조모) : 남양홍씨(1505년 ~ 1587년), 홍언필(洪彦弼)의 딸, 홍섬의 누이
  - 고모 : 파평윤씨
  - 고모부 : 한경상(韓景祥, 감찰 역임)
    - 고종사촌 : 한침(韓琛, 김화현감 역임)

  - 고모 : 파평윤씨
  - 고모부 : 이의건(李義健, 전주이씨, 호는 호 동은(峒隱), 정랑, 수운판관 증 집의), 배천군수 이한(李漢)의 아들
- 친아버지 : 윤유후(尹裕後, 1541년 - 1606년)
- 친어머니 : 우계이씨(羽溪李氏), 사헌부대사헌 이감(李戡)의 딸
- 양아버지 : 윤유곤(尹裕昆, 1526년 ~ 1549년?)
- 양어머니 : 전주이씨, 함양군 이포의 증손 통례, 수원부사 이희손(李希孫)의 딸
- 부인 : 해남윤씨, 의정부좌참찬 윤의중(尹毅中)의 딸
- 장인 : 윤의중(尹毅中, 1524년 ~ ?)
  - 처형 : 해남윤씨
  - 동서 : 이발(李潑, 1544년 ~ 1589년 음력 12월 1일)
  - 처남 : 윤유기(尹唯幾, 1554년 - 1619년 5월 13일), 윤선도의 양부이자 백부
  - 처남 : 윤유심(尹唯深, 1550년 - 1604년 12월 28일), 윤선도의 생부

## 같이 보기
- 임진왜란
- 윤유후
- 윤탕로
- 정현왕후
- 윤의중
- 윤선도
- 이발

## 참고 문헌
- 선조실록, 광해군일기, 인조실록, 대동야승, 승정원일기, 간이집, 고산유고